# Мальдивское управление денежного обращения
Мальдивское управление денежного обращения (англ. Maldives Monetary Authority) — государственное учреждение Мальдив, выполняющее функции центрального банка.

## История
В колониальный период Мальдивы входили в зону деятельности Банка Цейлона. В 1945 году парламент принял акт о выпуске мальдивских банкнот. Выпуск банкнот в руфиях (= цейлонской рупии) начат Министерством финансов в 1947 году.
1 июля 1981 года учреждено Мальдивское управление денежного обращения.